# Krappe (Löbau)
Krappe (obersorbisch Chrapow) ist ein Dorf in der Oberlausitz und Ortsteil der sächsischen Stadt Löbau.

## Geographie
Der Rundling liegt nordöstlich des 346,4 Meter hohen Wohlaer Berges an der Landstraße von Löbau nach Weißenberg. Westlich von Krappe verläuft die neutrassierte Bundesstraße 178. Das Kataster umfasst 154 Hektar.

## Geschichte
Krappe ist eine slawische Gründung. Der Ortsname leitet sich vom Personennamen „Chrapuš“ oder „Chrapuch“ her. 
Die Ersterwähnung des Dorfes erfolgte 1396 in der Belehnungsurkunde König Wenzels IV. über die Herrschaft Kittlitz an die vier Brüder von Nostitz unter dem Namen „Crapust“. Der Ort lag an der Kreuzung der von Zschorna über Spittel nach Grube in das Tal des Löbauer Wassers führenden „Kleinen Bautzener Straße“ mit dem von Löbau nach Weißenberg führenden „Weißenberger Weg“. Krappe bildete seit dem Mittelalter ein Pertinenzstück des Gutes Kittlitz und gehörte auch zum dortigen Kirchspiel. 1679 erwarb Joachim Ernst von Ziegler und Klipphausen auf Nostitz den Ort und kaufte Krappe auch aus dem Kirchspiel Kittlitz aus. Am 24. Juni 1679 wurde in Nostitz eine Pfarrkirche geweiht, deren Parochie mit Grube, Krappe, Spittel und Trauschwitz sämtliche dem Nostitzer Rittergut untertänigen Orte angehörten. 1777 bestand Krappe aus fünf Bauerngütern sowie je neun Kleinbauernwirtschaften und Häuslerstellen.
Bis in die Neuzeit war der Ort mehrheitlich sorbisch besiedelt. Für seine Statistik über die sorbische Bevölkerung in der Oberlausitz ermittelte Arnošt Muka in den achtziger Jahren des 19. Jahrhunderts eine Bevölkerungszahl von 84 Einwohnern; darunter waren 78 Sorben und sechs Deutsche. Krappe befand sich damals am äußersten östlichen Rand des sorbischen Mehrheitsgebietes; hier wurde der Löbauer Dialekt gesprochen. Der Sprachwechsel zum Deutschen vollzog sich in Krappe während der ersten Hälfte des 20. Jahrhunderts. 1956 waren nur noch 15 Prozent der Einwohner Sorben; mittlerweile ist die Sprache aus dem Alltag des Ortes verschwunden. 
Zu Beginn der 1970er Jahre hatte Krappe 120 Einwohner. Zu dieser Zeit 138 ha der Gemarkung landwirtschaftlich genutzt. Im Ort bestand eine Hühnerintensivhaltung mit 5000 Hennen und eine um 1970 errichtete Rinderstallung („Milchviehkombinat“) für 160 Kühe. Ab 1973 begann die LPG mit der Beregnung der Felder mit geklärten Abwässer aus Löbau. Am 1. April 1974 wurde Krappe nach Kittlitz eingemeindet. Zum 1. Januar 2003 erfolgte die Eingliederung nach Löbau. 2008 wurde westlich von Krappe die neutrassierte Bundesstraße 178 mit der Abfahrt Löbau–Kittlitz für den Verkehr freigegeben.
In der Gemarkung haben sich sorbische Flurnamen wie „Horken“, „Hajk“, „Rekawen“, „Dowk“ und „Hatk“ erhalten.